# Filipe Sambado
Filipe Sambado (ela/elu/ele) (Lisboa, 6 de Junho de 1985) cria, compõe, escreve e produz música intrinsecamente portuguesa. Passou a infância em Elvas e Vila Nova de Santo André e a adolescência em Lagos. Regressou a Lisboa para estudar Teatro e Dramaturgia na Escola Superior de Teatro e Cinema e Técnicas de Som na Restart, acabando por se fixar nesta cidade. É co-fundadore da produtora e agência musical Maternidade. Integrou o colectivo Springtoast Records. 
Filipe Sambado faz canções notáveis que partem de uma matriz pop e consolidam um universo sónico que tanto estabelece cumplicidades com a música portuguesa - da canção de autor à música popular e de baile -, como se deixa contaminar pelo krautrock,  lo-fi ou a hyperpop São canções que nos interpelam, convocam a memória e projectam-na num exercício de reconfiguração de identidade.
Em 2020 estreou-se no Festival RTP da Canção, como compositora e intérprete do tema "Gerbera Amarela do Sul". Participou na primeira semifinal, tendo sido apurada como finalista da edição. Em 2023 regressa para homenagear o disco Por Este Rio Acima na companhia des musiques Surma, Primeira Dama, Chinaskee, Alexandre Rendeiro e King Kami e das performers AURORA e Zaya Xiana. 

## Discografia

#### 2012-2014: a trilogia de EP
A estreia a solo de Filipe Sambado acontece em 2012 com a edição de três EPs que traçam um estado de virilidade marginal ao qual ainda ninguém se habitou. A seis canções poeticamente lideradas pelo desespero, seguem-se quatro temas de urgência tipo-jacto, culminando com uma torrente de melancolia lânguida em canções costuradas para nos atingirem e que ressoam perpetuamente.
- Isto é coisa para não voltar a acontecer (2012)[4]
- 1, 2, 3, 4 (2012) [5]
- Ups... fiz isto outra vez (2014)[6]

Do EP Ups... fiz isto outra vez (2014) saiu o single Tabaco, realizado por Filipe Sambado e Maria Leite. 

#### Vida Salgada (2016)
Foi em 25 de Março de 2016 que Filipe Sambado editou Vida Salgada. Mário Lopes escreveu no Público: O primeiro álbum de Filipe Sambado é uma irresistível colecção de canções. É pop onírica arrancada à biografia pessoal. Este ano, não lhe poderemos escapar. Não deveremos. 
Neste disco, Sambado é mais Sambado do que até então, na voz, nas canções e nas letras viscerais. Num disco de baterias cavalgantes acompanhadas por percussões tristes e guitarras a formar o meio campo, mas muitas vezes acabando abafadas por teclados rasgadinhos, a preencherem as alas. Filipe Sambado aproveitou este trabalho para nos levar às suas origens alentejanas e algarvias, mostrando pelo caminho que um  álbum nostálgico não tem de ser obrigatoriamente um disco de infância. 
Foi editado através da Spring Toast Records. Vida Salgada ficou disponível no Bandcamp e em cassete. Foram ainda publicados videoclipes para os temas Vida Salgada, Roda a Garrafa, Subo a Montanha e Aprender e Ensinar.
O disco foi gravado na sala da Maternidade. Produzido por Filipe Sambado, misturado pelo Alexandre Pereira, com o apoio criativo do Luís Barros, e masterizado pelo Rui Antunes. Vozes e teclados de Primeira Dama. A fotografia do disco é de Martim Braz Teixeira (Jasmim) e a capa de Teresa Castro (Calcutá)

#### ASS AMBADO (2017, single digital)
Tema disponibilizado em exclusivo no canal de YouTube da Maternidade, não faz parte de nenhum disco de Filipe Sambado. A plataforma de vídeo limita o visionamento a adultos, por considerar ter nudez. 
Filmado por Cecília Henriques, editado e arranjado por Marcelo Perdido, consultado por Silas Ferreira que terá dito tá bom e dançado por Filipe Sambado.

#### Filipe Sambado & Os Acompanhantes de Luxo (2018)
Em 2018, Filipe Sambado estreou-se na editora discográfica NorteSul, subsidiária da Valentim de Carvalho. 
Editou a 20 de Abril Filipe Sambado & Os Acompanhantes de Luxo, um trabalho inquieto mas optimista, feito de canções que nos interpelam, um compêndio de sons organizados na forma de hinos à possibilidade de NÓS sermos outra coisa - de sermos coisas para as quais ainda não temos nomes. Foi editado em CD e nas plataformas de streaming.
Aclamado pela crítica, viria a ser considerado disco nacional do ano para a Antena 3, que o caracteriza como um disco sobre estar bem na própria pele, e enfrentar uma sociedade que nem sempre está bem com esse conforto., Rádio Radar, Vodafone FM, SBSR FM entre outros.
As dez músicas têm letra e música de Filipe Sambado, arranjadas por Filipe Sambado, Alexandre Rendeiro, C de Croché, Luís Barros e Primeira Dama. O disco foi produzido, gravado e misturado por Rui Antunes na Springtoast Records. A masterização ficou a cargo de Nelson Carvalho nos Estúdios Valentim de Carvalho, em Paço de Arcos. A capa do disco é de Silas Ferreira.
Deste disco foram extraídos dois singles, que ganharam videoclipes: Deixem Lá e Alargar o Passo. O tema Só Beijinhos fez parte da banda sonora da telenovela da SIC Alma e Coração.
Os Acompanhantes de Luxo são Alexandre Rendeiro na guitarra, C de Croché no baixo, Luís Barros na bateria, Primeira Dama nas teclas e vozes. 
Filipe Sambado & Os Acompanhantes de Luxo foi nomeado pela Sociedade Portuguesa de Autores para os Prémios SPA 2019 na categoria de Música - Melhor Trabalho de Música Popular. 

#### Revezo (2020)
Revezo é o terceiro longa-duração de Filipe Sambado, o segundo editado na NorteSul / Valentim de Carvalho. Foi editado em CD e nas plataformas de streaming a 24 de Janeiro de 2020.
O disco é composto de dez canções capazes de atingir uma alegria pop contagiante. Mergulhamos os ouvidos numa folk floral e contemplativa, mantendo o músculo da música de intervenção e a rudeza da música popular portuguesa, com apontamentos de folclore, em arranjos de luxúria conceptual.. Caracterizado pela Sábado como um encontro entre o tradicional português e a modernidade, entre o âmago de um músico que se sente privilegiado e o narrador atormentado com o absurdo dos dias. 
Filipe Sambado falou à publicação Rimas e Batidas sobre a sonoridade e inspiração de Revezo: resulta do meu interesse no conceito de folclore e da pop, enquanto agentes formais de comunicação, através do formato canção. Entender o malhão, o corridinho ou chula como encadeamentos rítmicos, para a condução da dança e da canção moderna. No fundo ouvi muito o Zeca e o Fausto; e a Rosalía foi a minha diva com o El Mal Querer.
O primeiro single do disco foi Jóia da Rotina, com videoclipe do realizador Miguel Afonso. O tema Gerbera Amarela do Sul marcou a estreia de Filipe Sambado no Festival da Canção, como compositor e intérprete.
Os dez temas têm letra e música de Filipe Sambado, com arranjos de Filipe Sambado, Chinaskee, Primeira Dama e Violeta Azevedo. A produção é de Filipe Sambado e a co-produção de Chinaskee e Primeira Dama. A captação foi de Filipe Sambado e Chinaskee, a captação das flautas de Rui Antunes na Spring Toast. Disco misturado por Eduardo Vinhas a energia solar. A masterização ficou a cargo de Mário Barreiros. 
Participam no disco: Filipe Sambado (voz, teclados, percussões e guitarras), Violeta Azevedo (flauta), Primeira Dama (vozes, teclados e baixos), Cecília Henriques (voz em É Tão Bom), Vera Vera-Cruz (voz em Gerbera Amarela do Sul), Chinaskee (percussões). Gravado no estúdio da Maternidade em 2019.  

## Bandas e colaborações

#### Cochaise
Em 2010, Filipe Sambado fundou a banda indie-pop Cochaise, com Cláudia Sambado (voz), Alexandre Pereira (guitarra e voz), Luís Barros (bateria), C de Croché (baixo) e João Pratas. Editaram quatro trabalhos em conjunto: Mini Homónimo (2011), Se Amanhã Não Chovesse (2013), Já te digo qualquer coisa (2014) e Cochaise (2015).

#### Chibazqui
Filipe Sambado (bateria, vozes) integrou a banda lisboeta Chibazqui, com Diego Armés (voz, guitarras), C de Croché (baixo, vozes) e Silas Ferreira (teclas). Editaram em conjunto Planos Para O Futuro (2015) e o single Gola Alta / Bolinhas (2016).

#### Filipe Sambado + Vaiapraia
Em 2015 lançou o single O Bardo com Vaiapraia, editado no Bandcamp da Gentle Records. A faixa O Bardo é foi escrita, tocada e cantada por Filipe Sambado. A segunda faixa, Tudo Encarnado, foi escrita, tocada e cantada por Vaiapraia.
Repetiu a colaboração com Vaiapraia em 2016, com a edição de Panelei Punx. O single de dois temas da autoria de Vaiapraia, sendo a faixa Chama interpretada, tocada e gravada por Filipe Sambado. 

#### Jasmim
Fez parte da banda Jasmim, a par de Pedro Morrison, Violeta, Martim B. Teixeira e Rui Antunes. Tocou baixo no EP Oitavo Mar, editado em Abril de 2017.

#### Alek Rein
Tocou no projecto a solo de Alexandre Rendeiro - que viria a integrar os Acompanhantes de Luxo em 2018/2019, na gravação de disco de estúdio e em concertos ao vivo. 

## Vida pessoal
Em relação a seu género, Sambado declara-se pessoa não binária, mais especificamente de género fluido.